# Dregeochloa
Dregeochloa là một chi thực vật có hoa trong họ Hòa thảo (Poaceae).

## Loài
Chi Dregeochloa gồm các loài: